# Dhamtari
Dhamtari là một thành phố và khu đô thị của quận Dhamtari thuộc bang Chhattisgarh, Ấn Độ.

## Địa lý
Dhamtari có vị trí 20°43′B 81°33′Đ / 20,71°B 81,55°Đ Nó có độ cao trung bình là 317 mét (1040 feet).

## Nhân khẩu
Theo điều tra dân số năm 2001 của Ấn Độ, Dhamtari có dân số 82.099 người. Phái nam chiếm 50% tổng số dân và phái nữ chiếm 50%. Dhamtari có tỷ lệ 69% biết đọc biết viết, cao hơn tỷ lệ trung bình toàn quốc là 59,5%: tỷ lệ cho phái nam là 77%, và tỷ lệ cho phái nữ là 61%. Tại Dhamtari, 14% dân số nhỏ hơn 6 tuổi.